# Ancestors: The Humankind Odyssey
Ancestors: The Humankind Odyssey — це гра на виживання, розроблена Panache Digital Games і видана Private Division. Він був випущений для Microsoft Windows, PlayStation 4 і Xbox One наприкінці 2019 року, а потім у Steam у серпні 2020 року. Його режисером став Патріс Десіле. Дія відбувається в доісторичній Африці, гравці контролюють види гомінідів в еволюційному родоводі сучасної людини, і їм доручено забезпечити їхнє виживання та сприяти їхній еволюції.

## Геймплей
Ancestors: The Humankind Odyssey — це гра на виживання від третьої особи. У грі гравці керують членом клану гомінідів і повинні контролювати здоров'я персонажа гравця, їдячи, пиючи та сну. Гра починається в джунглях у доісторичній Африці, відкритому світі, наповненому загрозами, включаючи Machairodus, Metridiochoerus, Crocodylus thorbjarnarsoni, Adcrocuta hyenas, африканського скельного пітона, гігантських міоценових видр, африканських буйволів тощо [не вдалося перевірити] Гравці можуть лазити по деревах, і отримають травми, якщо впадуть або на них нападуть хижаки. У міру прогресу гравців відкриваються нові області для дослідження. Коли гомінід досліджує нові місця або на нього полюють хижаки, він входить у стан «страху», який можна подолати, знаходячи сяючі кулі світла, або ж він впаде в стан істерії.
Попри те, що світ небезпечний, людиноподібні мавпи можуть використовувати свої загострені органи чуття, щоб слухати різноманітні звуки, як-от звуки хижака, загубленого члена клану чи аутсайдера, якого можна залучити до кланів гравця. Гомінід може використовувати свій інтелект, щоб точно визначити розташування різних предметів, що цікавлять, і зробити нові відкриття, наприклад знайти нову їжу чи інструменти. У міру того як гравці продовжують робити нові відкриття, гомініди стають розумнішими та здібнішими, і відкриваються нові навички, такі як використання листя для виготовлення постелі та лікарських рослин для самозцілення. Якщо персонаж гравця гине, гравці переходять до контролю над іншим членом клану. Якщо всі члени клану гинуть, родовід вимирає, і гравцям потрібно перезапустити гру.
Мета гравця — забезпечити виживання клану гомінідів, оскільки він повільно еволюціонує та стає новим видом. У міру зростання клану гравці можуть перемикатися на гру за інших персонажів, таких як немовля, дорослий, старійшина та мати, що носить свою дитину. Оскільки клан повільно розширюється, персонаж гравця може виконувати соціальні завдання, як-от закликати членів клану полювати та досліджувати разом або мігрувати по карті, щоб оселитися в новому домі. Коли мавпа спить, гравці можуть розблокувати нові здібності, розвиваючи нейронну систему гомініда, яка функціонує як дерево навичок. Ці навички, наприклад здатність використовувати обидві руки та стояти вертикально, сприяють еволюції. Коли гомініди розмножуються, розблоковані навички передаються майбутнім поколінням. Гра триває від 40 до 50 годин і документує еволюцію клану протягом восьми мільйонів років.

## Еволюція гри
Гру розробила Panache Digital Games, студія, відкрита у 2014 році ігровим директором Патрісом Дезілетом після того, як він залишив Ubisoft. Дезіле зосередився на створенні інструментарію для своєї нової студії, який дозволяв персонажам інтенсивно взаємодіяти з навколишнім середовищем. Команда мала намір створити гру в доісторії, щоб їм не потрібно було будувати величезні міста для дослідження гравцями. За словами Дезіле, йому було «нудно за 10 000 років до нашої ери», тому він вирішив створити гру, дія якої відбувається на десять мільйонів років у минуле. Щоб краще вивчити обставини, Дезіле читав книги про палеоантропологію, хоча деякі елементи були перебільшені. Команда уникала отримання натхнення з фільмів чи інших медіа поп-культури, щоб переконатися, що гра була унікальною, а не похідною.
Désilets розробив гру, щоб дозволити гравцям досліджувати різні системи та функції гри, що спонукало їх використовувати свої інстинкти для пошуку рішень. Гра не має структурованої оповідної кампанії, оскільки Дезіле сподівався, що гравці зможуть створювати власні враження. Команда уникала включення мінікарти до головного дисплея гри, оскільки хотіла заохотити гравців проявити цікавість до вільного дослідження світу гри. Désilets уявляв гру як першу частину трилогії, і що ця перша назва закінчиться, коли персонаж гравця досягне стадії, яка нагадує Люсі.
Гру анонсувала Désilets на Reboot Develop 2015 у Дубровнику. Спочатку гра була епізодичною, у якій кожна глава дозволяла гравцям «заново пережити найкращі моменти людства з документальним відтінком». Рішення було фінансовим, оскільки студія була невеликою і їй не вистачало коштів для створення величезної гри. Однак план було скасовано після того, як Private Division, новий видавничий лейбл, який займається підтримкою незалежних розробників ігор, погодився видати гру. Гра була випущена для Microsoft Windows 27 серпня 2019 року через Epic Games Store завдяки ексклюзивній угоді, яка триватиме рік. Версії для PlayStation 4 і Xbox One вийшли 6 грудня того ж року.

## Технологічні особливості
Гра розроблялась на рушієві Unreal Engine 4 і використовує елементи довільної генерації частини ландшафту. Над грою працювали 32 співробітники студії. Жан-Француа Бойвін займає пост продюсера проєкту. Марк-Андре де Бльоіс є ведучим геймдизайнером. Маркал Аргудо Гару обіймає посаду ведучого програміста. Артдиректором гри є Ніколас Кантіні. За словами креативного директора Патріка Дезіле, студія вирішила взятися за основу теми еволюції людини і його боротьби за виживання в первісному світі. Розробники використовують популярну механіку і жанрові особливості для створення власного оригінального продукту. Патріс Дезіле заявив, що в новому проєкті хочеться втілити ідеї, які не вдалося реалізувати в роботі над Assassin's Creed.

## Історія розробки
- 23 квітня 2015 року — анонс гри відбувся на хорватській виставці Reboot Develop;
- 20 квітня 2017 року — розробники повторно відвідали виставку Reboot Develop. В ході заходу було оголошено, що основний акцент робиться на Африці та часовому інтервалі із 10 до 2 млн років тому назад;
- 14 грудня 2017 року — компанія оформила співпрацю з видавцем Private Division;
- 30 червня 2018 року — студія опублікувала кілька геймплейних кадрів;
- 4 грудня 2018 року — розробники оголосили, що покажуть повноцінний геймплей на виставці The Game Awards 2018;
- 6 грудня він був показаний.